# VEB Baustoffversorgung Dresden
Der VEB Baustoffversorgung Dresden (BVD) war ein selbständiger Volkseigener Handelsbetrieb (VEB) für Baumaterialien.

## Geschichte
In Sachsen wurde die Vereinigung Volkseigener Betriebe (VVB) auf der Grundlage des Befehls Nr. 76 der SMAD vom 23. April 1948 gebildet. In der VVB (L) Steine und Erden in Dresden waren 60 Betriebe vereinigt. Die VVB (L) nahm am 1. Juli 1948 ihre Tätigkeit auf. Die Vereinigung war eine selbständige juristische Person, die nach einem von der Landesregierung bestätigten Statut arbeitete. In Durchführung der Verordnung über die Reorganisation der volkseigenen Industrie vom 22. Dezember 1950 erfolgte die Auflösung der VVB (L).
Der daraufhin 1950 gegründete, aus der DHZ (Deutsche Handelszentrale) hervorgegangene, VEB Baustoffversorgung Dresden war zunächst dem Ministerium für Bauwesen der Deutschen Demokratischen Republik unterstellt, dann dem Wirtschaftsrat des Bezirks Dresden und später dem Bezirksbauamt. Mit Wirkung zum 1. Januar 1958 wurden in allen 15 Bezirken einheitliche Volkseigene Betriebe Baustoffversorgung gegründet. Die vormaligen Betriebe der DHZ Baustoffe wurden entsprechend umgewandelt.
Ende der 1960er Jahre errichtete der VEB Baustoffversorgung Dresden eines der größten Baustofflager in der DDR auf rund 16 ha Fläche neu in Dresden und 1972 ein weiteres, kleineres in Löbau. Beide Lager hatten umfangreiche Gleisanschlüsse vom Reichsbahnnetz zu den Ent- bzw. Beladestellen. In Dresden führte der VEB Transformatoren- und Röntgenwerk den Anschlussbahnbetrieb ab Bahnhof Radebeul Ost durch und in Löbau die Deutsche Reichsbahn ab Bahnhof Löbau selbst. 
Seit 1970 war der VEB Baustoffversorgung selbständiger Volkseigener Handelsbetrieb für Baumaterialien aller Art. Zweck war die Großversorgung der örtlichen und zentralen Baubetriebe (Kombinate) sowie der übrigen Wirtschaft mit seinem Handelsprogramm. Übergeordnet und weisungsbefugt war die VVB Handelsbetriebe Baumaterialien Berlin, später umgewandelt in VEB Kombinat Baustoffversorgung Berlin.
Ab dem 1. Juni 1990 firmierte der Betrieb als Dresdner Baustoffhandel GmbH i. G. Die Übertragung der operativen Geschäfte an die Raab Karcher AG in Essen erfolgte im Herbst 1990. Diese Gesellschaft übernahm etwa 70 % der Beschäftigten. Der Betriebsrest (Betriebssitz, Lager Berliner Straße in Dresden sowie sonstige verbliebene Aktiva und Passiva) wurde nach einem Beschluss der Treuhandanstalt über mehrere Jahre liquidiert (abgewickelt).
Letzter langjähriger Direktor des VEB war Joachim Schneider, der auch ab dem 1. Juni 1990 Geschäftsführer der Dresdner Baustoffhandel GmbH i. G. war. Er schied zum 31. Dezember 1991 altershalber aus dem Unternehmen aus.
Im Mai 1991 kaufte die damalige Raab Karcher AG (eine Tochter der VEBA) sogenannte Assets, also die Lager in Dresden-Kaditz und Löbau als Immobilien mitsamt den vorhandenen Beständen an Handelsware und Technik, übernahm dabei auch im Wesentlichen das Personal und stellte darüber hinaus aus dem Verwaltungsbereich des VEB zusätzlich Kräfte ein. Seit einigen Jahren gehören alle Raab-Karcher-Niederlassungen zum französischen Konzern Saint Gobain.

## Rechtsform
Volkseigener Betrieb (VEB) bis 30. Juni 1990, danach GmbH i. G., ab Mitte 1991 GmbH i. L.

## Wirtschaftliche Leistung
Der VEB hatte (zum 31. Dezember 1989) 416 Beschäftigte und erwirtschaftete mit diesen im Jahr 1989 einen Umsatz von ca. 646 Millionen Mark der DDR. Seine Hauptaufgabe war die Versorgung der Baubetriebe mit allen Baumaterialien (Zement, Ziegel, Betonteile, Fliesen, Türen und Fenster, Glas, Heizungs- und Sanitäranlagen, Dämm-Material, Bauplatten, Baustahl einschließlich Bewehrungsstahl und weitere Baustoffe) für den komplexen Wohnungsbau sowie für die Bau- und Montagekombinate Kohle und Energie in Cottbus, BMK Chemie in Halle, den VEB Spezialbau Potsdam (NVA, Polizei, MfS, GSSD und andere), soweit diese Baustellen im Bezirk Dresden hatten. Ab ca. 1970 kam, nachdem die Verordnung zum Bau von Eigenheimen in Kraft getreten war, die Versorgung und Betreuung der Bürger hinzu, die im Bezirk Dresden ein Eigenheim selbst mit eigener Kraft errichteten, kurze Zeit später dann noch die Versorgung aller Bevölkerungsschichten aus allen Bezirken (Wochenendhausbauer, Kleingärtner). In Dresden-Kaditz eröffnete 1987 das in der DDR erste Selbstbedienungsgeschäft für den Bevölkerungsbedarf, damals genannt Fachgeschäft, analog heutigen Baumärkten.
Obwohl zwischen den volkseigenen Betrieben nach dem Vertragsgesetz Vertragspflicht (gesetzlicher Kontrahierungszwang) bestand, hatte der VEB dennoch eine Menge vertragsgerichtliche Auseinandersetzungen, zum Teil zur Vertragserzwingung, zum anderen Teil wegen Verstößen seiner Zulieferer gegen staatliche oder vertraglich vereinbarte Qualitätsstandards oder Nichteinhaltung der Lieferfristen. Es gab auch nicht wenige Fälle von unbezahlten Rechnungen, welche eingeklagt und ggf. die ausstehenden Zahlungsverpflichtungen vollstreckt werden mussten. Das betraf sowohl die VEB, sondern auch viele Privatpersonen. Nur die zuständigen Gerichte waren verschieden: Für VEB waren es die Staatlichen Vertragsgerichte, für alle anderen die Kreisgerichte.
Sitz der Firmenleitung des VEB war seit den 50er Jahren zunächst in der Hamburger Straße 24 in Dresden und ab ca. 1968 im Albertstädter Industriegelände, Straße C Nr. 6, 8060 Dresden (heute Else-Sander-Straße 6, 01099 Dresden). Dort befanden sich auch alle Handelsabteilungen. Diese schlossen für den VEB die Zuliefer- und Absatzverträge mit den Herstellern (Ziegelwerke, Zementwerke, Kalkwerke, Betriebe für genormte Holzfertigteile wie Türen/Fenster, Stahlwerke, Glaswerke usw.) auf der einen Seite und mit den Verbrauchern (nicht nur Baubetriebe, sondern auch viele andere Firmen, die Bau- oder Ausbaumaterial bezogen) ab. Außerdem wickelten sie sogenannte Streckengeschäfte ab, bei denen die Ware direkt an den Verbraucher ohne Zwischenlagerung ging, während die Vertragsbindung und die Rechnungslegung über den VEB erfolgte. Das Streckengeschäftsvolumen lag etwa bei 20 % des Gesamtumsatzes.
Bestandteil des Streckengeschäftes war auch die inländische Vertragsbindung und Vertragserfüllung für aus dem Ausland zu importierende Erzeugnisse und Grundmaterialien (Keramik, Armaturen, Spannstahl, verschiedene spezielle Bindemittel wie kaustischer Magnesit). Die Vertragsbindung mit den ausländischen Zulieferern oblag ausschließlich dem dafür zuständigen Außenhandelsbetrieb. Das war zuerst der Außenhandelsbetrieb (AHB) Bergbau-Handel, später ab etwa 1980 der AHB Limex.
Der VEB hatte eigene Auslieferungslager in Dresden-Kaditz, Löbau, Görlitz (dieses nur gepachtet), sowie weitere Lager in Dresden für bestimmte Produkte: Berliner Straße (nur Betonstahlhandel und Betonstahlbiegeanlage für den Wohnungsbau),  Bremer Straße (nur Flachglas) in Dresden-Friedrichstadt und Fritz-Reuter-Straße 39/41 (nur Holzbauelemente wie Fenster und Türen für den komplexen Wohnungsbau) in der Leipziger Vorstadt in Dresden-Neustadt.
Die Auslieferungslager in Dresden-Kaditz, Löbau und Rattwitz (Stiebitz) hatten je eine Zementtankstelle, wobei die in Dresden die größte war. Von den Zementwerken Karsdorf, Bernburg, Eisenhüttenstadt, Rüdersdorf und Deuna wurde der lose Zement in Spezial-Behälterwagen per Bahn in geschlossenen Zügen angeliefert, die jeweils zwei Behälter pro Güterwagen wurden per Druckluft in große Silos entleert. Von diesen wiederum wurden mit Zementtransportfahrzeugen (ebenfalls mit Behältern versehen) die Silos auf Baustellen und Betonwerken beliefert.
Außerdem schloss der VEB zur Erreichung eines dichteren Handelsnetzes und möglichst kurzer Anlieferungswege mit anderen, überwiegend privaten oder genossenschaftlichen Baumaterialhändlern Lager- und Umschlagsverträge ab. Dort vertrieben die auch als Agenturlager bezeichneten Betriebe auf Rechnung des VEB dessen Sortiment ganz oder teilweise, je nach den örtlichen Gegebenheiten. Sie erhielten dafür eine Provision vom VEB, der allerdings auch den Großteil der Absatz- bzw. Verkaufsverträge mit den Verbrauchern (Baubetriebe usw.) schloss. Derartige Agenturlager waren beispielsweise die ELG (Einkaufs- und Liefergenossenschaft des Bauhandwerks) Bau Meißen, ELG Bau Bautzen, ELG Bau Langburkersdorf, ELG Bau Dippoldiswalde, BHG Tharandt, PGH Keramik Löbau, Firma Miersch & Stephan Dresden KG (Komplementär Herr Roger Stephan), Firma Saxonia (Inhaber Frau Evelin Wilke), Dresden, Fritz-Reuter-Str. (heute ein Standort der Raab Karcher AG, der noch immer unter dem Namen Saxonia firmiert), Firma Fleischer Dresden, Firma Trepte Großharthau (Inhaber Gottfried Böhme), BHG (Bäuerliche Handelsgenossenschaft) Hermsdorf (Erzg), der VEB Kombinat Kohle und Energie, Betrieb Bautzen, Außenstelle Rattwitz (nur für losen Zement) und viele andere. Insgesamt etwa gab es etwa 30 Agenturlager.